# Isla Admiralty (Nunavut)
Isla Admiralty (en inglés: Admiralty Island) es una isla despoblada, de forma irregular ubicada en el Ártico (Archipiélago ártico canadiense) en la región de Kitikmeot en el territorio de Nunavut, al norte de Canadá en América del Norte. Se encuentra en el estrecho de Victoria (Victoria Strait), al sur de la Península Collinson de la Isla Victoria (Victoria Island). Posee 171 kilómetros cuadrados y se localiza en las coordenadas geográficas 69°28′N 101°10′O / 69.467, -101.167